# Injecció intramuscular

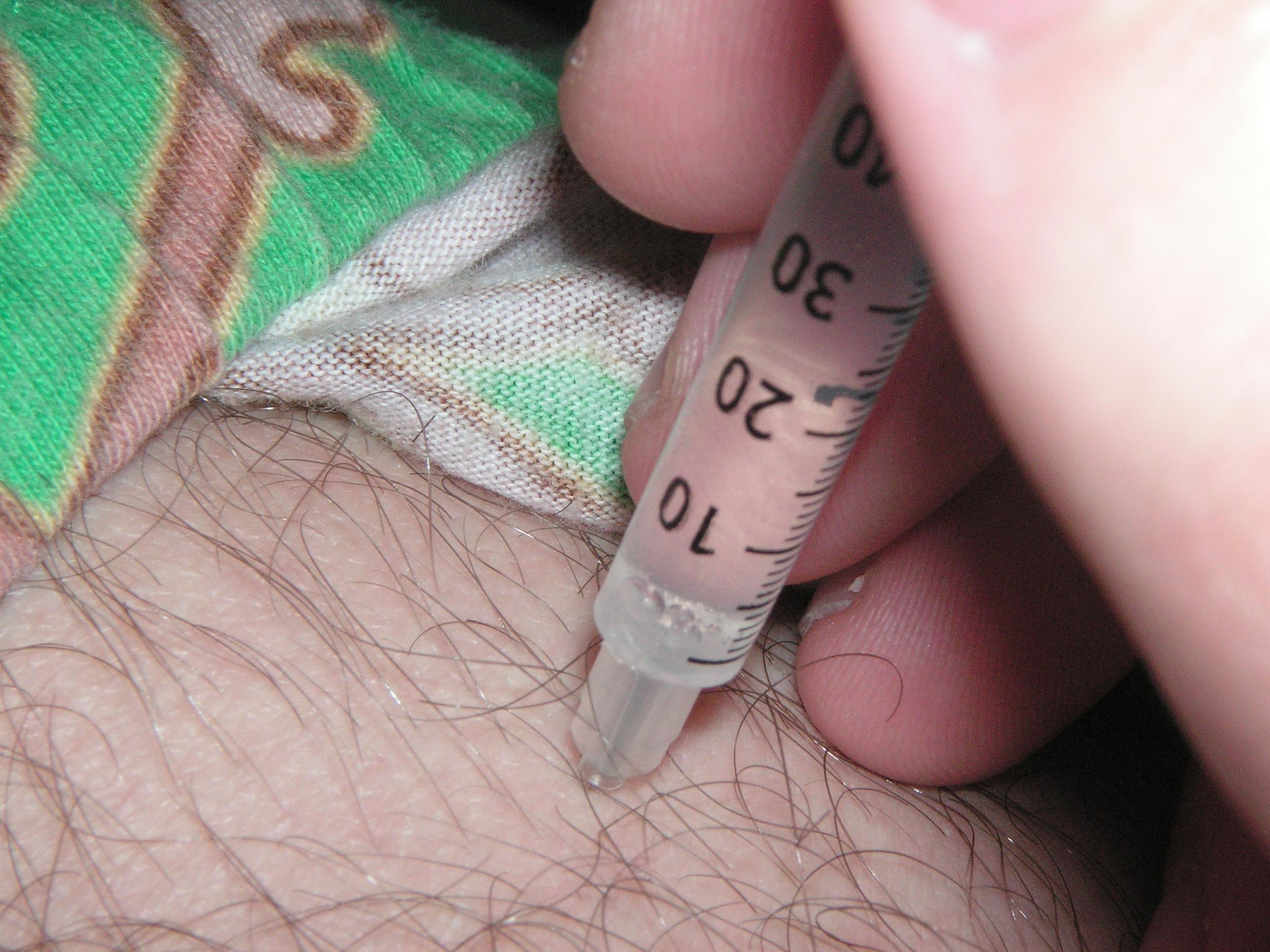
Injecció intramuscular.

La injecció intramuscular és una forma d'administració en la qual el medicament s'injecta dins del múscul.
És una forma habitual administrar vaccines, de vegades també vitamines, antibiòtics i altres medicaments. L'absorció del medicament pot ser ràpida, o lenta i molt prolongada en el temps.